# Japhet Sery Larsen
Japhet Sery Larsen (* 10. April 2000) ist ein dänischer Fußballspieler. Er steht seit Januar 2023 bei Brann Bergen in Norwegen unter Vertrag, nachdem er zuvor bereits beim FC Midtjylland in Dänemark sowie – ebenfalls in Norwegen – beim FK Bodø/Glimt gespielt hatte; die Saison 2019/20 verbrachte er leihweise in England beim FC Brentford. Sery Larsen war des Weiteren dänischer Nachwuchsnationalspieler.

## Karriere

### Verein
Japhet Sery Larsen wuchs in Herlev, einem Vorort von Kopenhagen, auf und spielte bei den in der dänischen Hauptstadt ansässigen Vereinen Christianshavns IK, Kjøbenhavns Boldklub sowie B.93 Kopenhagen, bevor er über einen Umweg bei Lyngby BK, einem Klub im Kopenhagener Umland, in der Fußballschule des FC Midtjylland in Mitteljütland landete. Im Juni 2019 verlängerte er seine Vertragslaufzeit um fünf Jahre und wechselte gleichzeitig für ein Jahr leihweise nach England zum damaligen Zweitligisten FC Brentford, hatte allerdings für das A-Team kein Spiel bestritten. Am 4. Oktober 2020 gab Sery Larsen – inzwischen zum FC Midtjylland zurückgekehrt – beim 2:2 im Auswärtsspiel beim AC Horsens sein Profidebüt in der Superligaen. Er konnte sich allerdings nicht durchsetzen und im Sommer 2021 brach er seine Zelte beim FC Midtjylland gänzlich ab.
Im Juli 2021 wechselte Japhet Sery Larsen schließlich nach Norwegen zu Brann Bergen und unterschrieb einen Vertrag bis 2025. Bei seinem neuen Verein kam er als Innenverteidiger zu sieben Einsätzen und in jedem dieser Partien stand er in der Startelf. Der Verein stieg zum Ende der Saison 2022 aus der Eliteserien ab und Sery Larsen wechselte schließlich in der Wintertransferperiode der Saison 2022 zu FK Bodø/Glimt, wo er einen Vertrag bis zur Saison 2025 unterzeichnete. Auch wegen Knieproblemen konnte er sich nie einen Stammplatz erkämpfen und kam im Ligaalltag in lediglich zehn Spielen zum Einsatz. Der FK Bodø/Glimt spielte in der UEFA Europa Conference League und erreichte dort das Viertelfinale, in der der spätere Titelträger AS Rom Endstation bedeutete. Japhet Sery Larsen kam dabei in beiden Partien in der Zwischenrunde gegen Celtic Glasgow sowie im Viertelfinalrückspiel gegen die Römer zum Einsatz. Vor seiner Ankunft wurde der Verein norwegischer Meister – zum zweiten Mal nacheinander – und die Saison 2022 wurde als Vizemeister beendet. Im Januar 2023 kehrte Sery Larsen zu Brann Bergen, der zuvor wieder in die Eliteserien aufgestiegen war, zurück und bekam einen Vertrag bis zum Jahr 2026. Gleich sofort wurde er wieder Stammspieler und wurde mit seinem neuen alten Verein sensationell Vize-Meister.

### Nationalmannschaft
Japhet Sery Larsen bestritt am 9. März 2016 beim 3:2-Sieg im Testspiel im niederländischen Noordwijk gegen Frankreich sein erstes Spiel für die dänische U16-Nationalmannschaft. Für diese Altersklasse kam er zu fünf Einsätzen. Im Jahr 2017 absolvierte Sery Larsen für die U17-Auswahl der Skandinavier gleichfalls fünf Partien, bevor er im selben Kalenderjahr zwei Spiele für die U18-Nationalmannschaft Dänemarks machte. Das torlose Unentschieden im estnischen Tallinn gegen Finnland am 10. Oktober 2018 – während der Qualifikation für die Europameisterschaft 2019 – war sein erster Einsatz für die dänische U19-Nationalmannschaft. Bis März 2019 lief Japhet Sery Larsen für diese Mannschaft in insgesamt elf Spielen auf.
Am 11. November 2019 kam er beim 5:1-Sieg in Aalborg im EM-Qualifikationsspiel gegen Malta zu seinem ersten Einsatz für die U21-Auswahl Dänemarks. Mit der U21 der Skandinavier qualifizierte sich Sery Larsen für die Europameisterschaft 2021 in Ungarn und Slowenien, allerdings gehörte er bei diesem Turnier nicht dem Kader der Dänen an.